# Bojan Brezigar
Bojan Brezigar, slovenski časnikar in politik, * 29. julij 1948, Trst.
Na Univerzi v Trstu je študiral je ekonomijo. Že v dijaških letih je objavljal v Primorskem dnevniku, pri katerem se je nato kot pripravnik zaposlil leta 1973. Po enoletni prekinitvi zaradi služenja vojaškega roka se je nato pri Primorskem dnevniku redno zaposlil. Najprej je delal pri lokalni kroniki, nato pa je pisal o notranji in zunanji politiki, vmes je bil v letih 1984−1985 dopisnik iz Rima. Ko je bil leta 1988 izvoljen v deželni svet Furlanije-Julijske krajine je do leta 1992 začasno prekinil novinarsko delo. Po končanem poslanskem mandatu je bil imenovan za odgovornega urednika Primorskega dnevnika.
Izdal je knjigo Srečanja ...doma in po svetu, o svobodi, identiteti, manjšinah (2022).